# František Hanták
František Hanták (19. června 1910, Planá nad Lužnicí – 23. září 1990, Praha) byl český hobojista a hudební pedagog.

## Život
Studoval na vojenské hudební škole a na pražské konzervatoři, kde byl žákem Ladislava Skuhrovského (absolvoval v roce 1936). V letech 1932-43 byl prvním hobojistou České filharmonie, 1943–56 prvním hobojistou Symfonického orchestru Čs.rozhlasu a poté sólistou Státní filharmonie Brno.
Intenzivně se věnoval i komorní hudbě: v letech 1936–46 a 1950–55 spolupracoval s Českým nonetem, od roku 1959 byl členem Českého dechového kvinteta filharmoniků a v letech 1951–59 členem souboru Ars rediviva.
Vynikl v klasickému hobojovém repertoáru (zejména jako interpret koncertu Františka Kramáře), ale také Josefa Haydna, Domenica Cimarosy, Georga Friedricha Händela, Wolfganga Amadea Mozarta a dalších). Premiéroval (a inspiroval) také řadu skladeb moderních autorů.
S komorními soubory koncertoval v zemích Evropy a Asie. Jako jeden z prvních českých hudebních pedagogů byl jmenován profesorem nově založené AMU (1946–79), jeho žákem byl např. Stanislav Duchoň.